# الحدود النمساوية الإيطالية

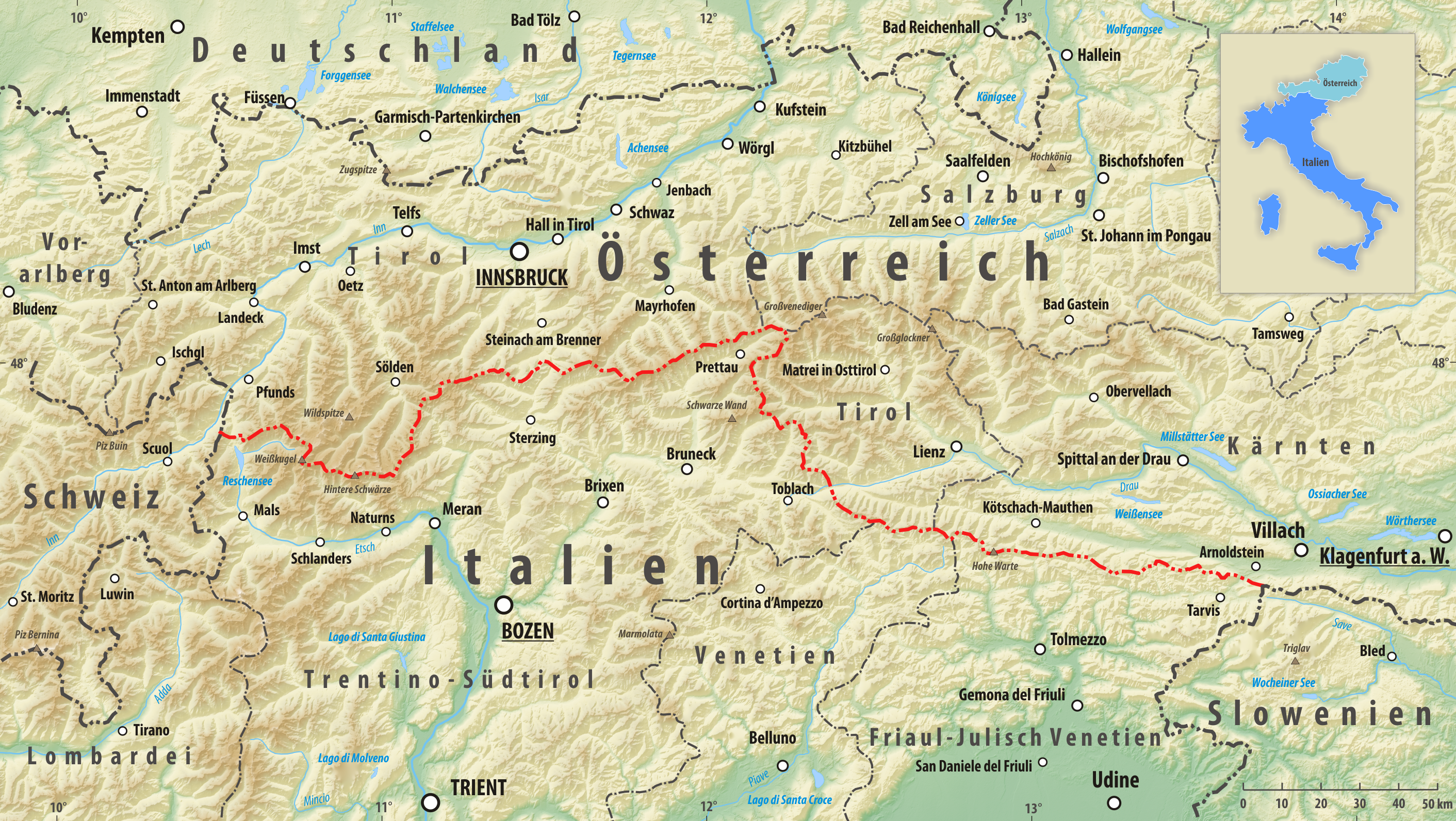

الحدود النمساوية الإيطالية تمتد طولها إلى حوالي 404 كيلومتر الحدود البرية على طول جبال الألب بين جمهورية إيطاليا وجمهورية النمسا. وقد وجدت منذ عام 1861, وكانت الحدود الداخلية للاتحاد الأوروبي منذ 1 يناير 1995. تم تغيير الحدود آخر مرة في عام 1947. كان التغيير الكبير الأكبر سنة 1919 عندما كان جنوب تيرول جزءًا من إيطاليا بدلاً من النمسا.

## المقاطعات على طول الحدود

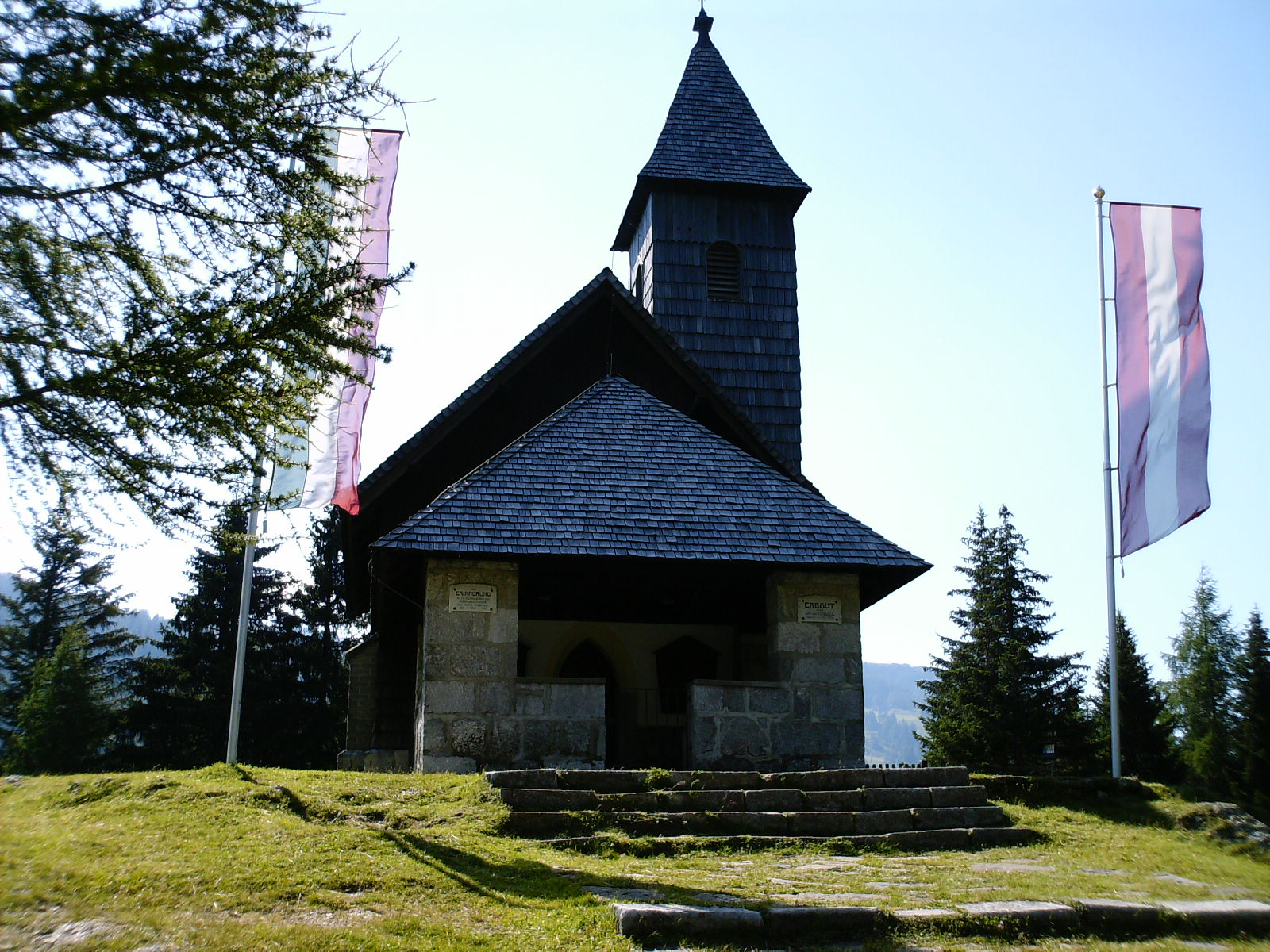
كنيسة على الحدود في ناسفيلد

إيطاليا
ترينتينو ألتو أديجي
فينيتو
فريولي فينيتسيا جوليا
النمسا
تيرول
سالزبورغ
كيرنتن

## اقرأ أيضاً
معاهدة سان جرمان (1919)